# Eleição municipal de Maceió em 2016
A eleição municipal da cidade brasileira de Maceió em 2016 aconteceu em 2 de outubro e 30 de outubro, para eleger um prefeito, um vice-prefeito e 21 vereadores para administração da cidade de Maceió, no Estado de Alagoas, no Brasil. O atual prefeito Rui Palmeira, do PSDB, foi eleito em segundo turno, após vencer o ex-prefeito Cícero Almeida do PMDB.

## Antecedentes
Na eleição municipal de 2012, Rui Palmeira, do PSDB venceu a disputa com 57,41% dos votos válidos, sendo vitorioso logo no primeiro turno em disputa com oito adversários, sendo o primeiro tucano a governar a capital.

## Eleitorado

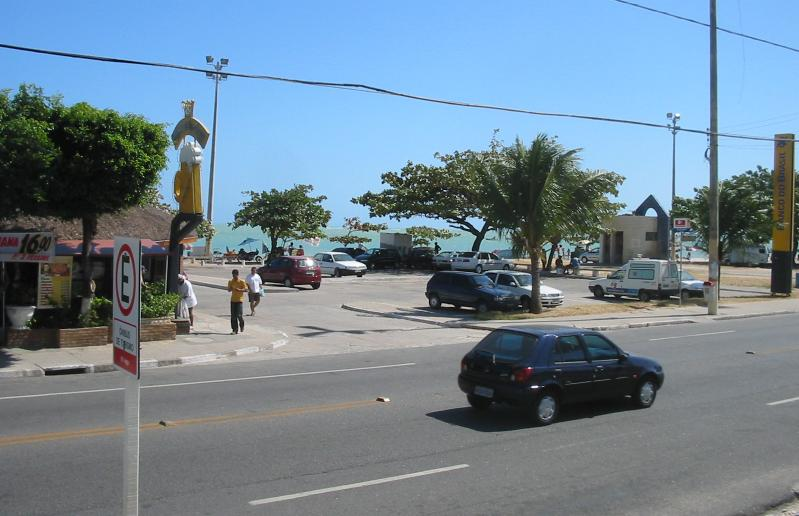

Na eleição de 2012, estiveram aptos a votar 501.081 maceioenses. A eleição municipal de Maceió em 2008 teve 504.642 eleitores, mostrando que em 2012 houve uma queda de 3.561 no número de eleitores. Ambas as eleições municipais, tanto a de 2008 quanto a de 2012, tiveram um número de eleitores menores em relação as 2012, que totalizaram 538.835 eleitores na capital alagoana.

## Candidatos
Foram sete candidatos à prefeitura em 2016: Rui Palmeira do PSDB, Cícero Almeida do PP, Fernando do Village do PMN, Paulão do PT, Paulo Memória do PTC, Gustavo Pessoa do PSOL e JHC do PSB  O candidato Paulo Falcão (PSTU) renunciou a candidatura à prefeitura e se candidatou a vereador por Maceió.
|  | Imagem | Candidato(a)                                         | Vice                                               | Partido | Coligação                                                                                |
|  | ------ | ---------------------------------------------------- | -------------------------------------------------- | ------- | ---------------------------------------------------------------------------------------- |
|  |        | Rui Palmeira Rui Soares Palmeira                     | Marcelo Palmeira Marcelo Palmeira Cavalcante       | PSDB    | "Pra frente Maceió" (PSDB/PP/PR/PPS/PDT/DEM/PROS)                                        |
|  |        | Cícero Almeida José Cícero Soares de Almeida         | Galba Moraes Galba Novais de Castro Junior         | PMDB    | "Pra Maceió Voltar A crescer " (PMDB/PT do B/PHS/PV/PSC/PRB/PSD/PTB/PTN/PRTB/PC do B/SD) |
|  |        | Fernando do Village Fernando José dos Santos         | Toinho Tenório Antônio Gomes da Silva              | PMN     | "PMN"                                                                                    |
|  |        | Paulo Memória Paulo Roberto Kuchenmeister de Memória | Coronel Ivon Ivon Berto Tibúrcio Lima              | PTC     | "Maceió segura" (PTC/PEN)                                                                |
|  |        | JHC                                                  | Henrique Arruda Henrique Arruda Guimarães          | PSB     | "Atitude faz a diferença" (PSB/PSL/PSDC/PMB/PPL)                                         |
|  |        | Gustavo Pessoa Gustavo José Cerqueira Pessoa         | Magno (Magno Francisco da Silva)                   | PSOL    | "PSOL"                                                                                   |
|  |        | Paulão                                               | Ricardo Barbosa Ricardo Sérgio Barbosa de Oliveira | PT      | "PT"                                                                                     |

## Debates televisionados

### Primeiro turno
| Data       | Organizador(es)         | Cicero Almeida (PMDB) | Fernando do Village (PMN) | Gustavo Pessoa (PSOL) | JHC (PSB) | Paulão (PT) | Paulo Memória (PTC) | Rui Palmeira (PSDB) |
| ---------- | ----------------------- | --------------------- | ------------------------- | --------------------- | --------- | ----------- | ------------------- | ------------------- |
| 19/09/2016 | TV Mar                  | Presente              | Presente                  | Presente              | Presente  | Presente    | Presente            | Presente            |
| 25/09/2016 | Rede Record/TV Pajuçara | Presente              | Não convidado             | Não convidado         | Presente  | Presente    | Não convidado       | Presente            |
| 27/09/2016 | SBT/TV Ponta Verde      | Presente              | Não convidado             | Não convidado         | Presente  | Presente    | Não convidado       | Presente            |
| 29/09/2016 | TV Gazeta               | Presente              | Não convidado             | Não convidado         | Presente  | Presente    | Não convidado       | Presente            |

### Segundo turno
| Data       | Organizador(es)         | Cicero Almeida (PMDB) | Rui Palmeira (PSDB) |
| ---------- | ----------------------- | --------------------- | ------------------- |
| 18/10/2016 | TV Mar                  | Presente              | Presente            |
| 23/10/2016 | Rede Record/TV Pajuçara | Presente              | Presente            |
| 25/10/2016 | SBT/TV Ponta Verde      | Presente              | Presente            |
| 28/10/2016 | TV Gazeta               | Presente              | Presente            |

## Resultados

### Prefeito
| Candidato(a)              | Vice                    | 1º Turno 2 de outubro de 2016 | 1º Turno 2 de outubro de 2016 | 2º Turno 30 de outubro de 2016 | 2º Turno 30 de outubro de 2016 |
| Candidato(a)              | Vice                    | Votação                       | Votação                       | Votação                        | Votação                        |
| Candidato(a)              | Vice                    | Total                         | Porcentagem                   | Total                          | Porcentagem                    |
| ------------------------- | ----------------------- | ----------------------------- | ----------------------------- | ------------------------------ | ------------------------------ |
| Rui Palmeira (PSDB)       | Marcelo Palmeira (PP)   | 197.134                       | 46,86%                        | 241.977                        | 60,27%                         |
| Cícero Almeida (PMDB)     | Galba Novaes (PMDB)     | 104.036                       | 24,73%                        | 159.542                        | 39,73%                         |
| JHC (PSB)                 | Henrique Arruda (PSL)   | 91.650                        | 21,78%                        | Não participaram               | Não participaram               |
| Gustavo Pessoa (PSOL)     | Magno (PSOL)            | 12.924                        | 3,07%                         | Não participaram               | Não participaram               |
| Paulão (PT)               | Ricardo Barbosa (PT)    | 10.267                        | 2,44%                         | Não participaram               | Não participaram               |
| Fernando do Village (PMN) | Toinho Tenório (PMN)    | 2.759                         | 0,66%                         | Não participaram               | Não participaram               |
| Paulo Memória (PTC)       | Coronel Ivon (PTC)      | 1.935                         | 0,46%                         | Não participaram               | Não participaram               |
| Total de votos válidos    | Total de votos válidos  | 420.705                       | 100,00%                       | 401.519                        | 100,00%                        |
| Votos apurados            |                         |                               |                               |                                |                                |
| Votos válidos             | Votos válidos           | 420.705                       | 87,49%                        | 401.519                        | 86,50%                         |
| Votos em branco           | Votos em branco         | 18.559                        | 3,86%                         | 16.665                         | 3,59%                          |
| Votos nulos               | Votos nulos             | 41.612                        | 8,65%                         | 45.990                         | 9,91%                          |
| Total de votos apurados   | Total de votos apurados | 480.876                       | 100,00%                       | 464.174                        | 100,00%                        |
| Eleitores                 |                         |                               |                               |                                |                                |
| Comparecimento            | Comparecimento          | 480.876                       | 82,92%                        | 464.174                        | 80,04%                         |
| Abstenções                | Abstenções              | 99.085                        | 17,08%                        | 115.787                        | 19,96%                         |
| Total de eleitores        | Total de eleitores      | 579.961                       | 100,00%                       | 579.961                        | 100,00%                        |
| Total de seções: 1.530    |                         |                               |                               |                                |                                |

| Partido | Partido | Candidato           | Votos   | Votos (%) |
| ------- | ------- | ------------------- | ------- | --------- |
|         | PSDB    | Rui Palmeira        | 197 134 | 46,86%    |
|         | PMDB    | Cícero Almeida      | 104 036 | 24,73%    |
|         | PSB     | JHC                 | 91 650  | 21,78%    |
|         | PSOL    | Gustavo Pessoa      | 12 924  | 3,07%     |
|         | PT      | Paulão              | 10 267  | 2,44%     |
|         | PMN     | Fernando do Village | 2 759   | 0,66%     |
|         | PTC     | Paulo Memória       | 1 935   | 0,46%     |
| Totais  | Totais  | Totais              | 420 705 |           |
| Fonte:  |         |                     |         |           |

| Partido | Partido | Candidato      | Votos   | Votos (%) |
| ------- | ------- | -------------- | ------- | --------- |
|         | PSDB    | Rui Palmeira   | 241 977 | 60,27%    |
|         | PMDB    | Cícero Almeida | 159 542 | 39,73%    |
| Totais  | Totais  | Totais         | 401 519 |           |
| Fonte:  |         |                |         |           |

### Vereador
| Resultado da eleição para a Câmara Municipal de Maceió em 2016 por candidato | Resultado da eleição para a Câmara Municipal de Maceió em 2016 por candidato | Resultado da eleição para a Câmara Municipal de Maceió em 2016 por candidato | Resultado da eleição para a Câmara Municipal de Maceió em 2016 por candidato | Resultado da eleição para a Câmara Municipal de Maceió em 2016 por candidato | Resultado da eleição para a Câmara Municipal de Maceió em 2016 por candidato |
| Candidato                                                                    | Número                                                                       | Partido                                                                      | Votos                                                                        | Porcentagem                                                                  |                                                                              |
| ---------------------------------------------------------------------------- | ---------------------------------------------------------------------------- | ---------------------------------------------------------------------------- | ---------------------------------------------------------------------------- | ---------------------------------------------------------------------------- | ---------------------------------------------------------------------------- |
| Lobão                                                                        | 22222                                                                        | PR                                                                           | 24.969                                                                       | 4,65%                                                                        |                                                                              |
| Tereza Nelma                                                                 | 45444                                                                        | PSDB                                                                         | 14.991                                                                       | 1,68%                                                                        |                                                                              |
| Dudu Ronalsa                                                                 | 45555                                                                        | PSDB                                                                         | 11.623                                                                       | 1,98%                                                                        |                                                                              |
| Chico Holanda                                                                | 11111                                                                        | PP                                                                           | 10.845                                                                       | 1,85%                                                                        |                                                                              |
| Davi Davino                                                                  | 11699                                                                        | PP                                                                           | 10.746                                                                       | 2,07%                                                                        |                                                                              |
| Kelmann                                                                      | 45000                                                                        | PSDB                                                                         | 9.266                                                                        | 1,51%                                                                        |                                                                              |
| Zé Marcio Júnior                                                             | 45123                                                                        | PSDB                                                                         | 8.914                                                                        | 2,07%                                                                        |                                                                              |
| Eduardo Canuto                                                               | 45333                                                                        | PSDB                                                                         | 8.651                                                                        | 1,05%                                                                        |                                                                              |
| Ib Breda                                                                     | 22666                                                                        | PR                                                                           | 8.382                                                                        | 1,98%                                                                        |                                                                              |
| Dr. Ronaldo Luz                                                              | 15147                                                                        | PMDB                                                                         | 8.216                                                                        | 1,44%                                                                        |                                                                              |
| Aparecida do Luiz Pedro                                                      | 25555                                                                        | DEM                                                                          | 8.096                                                                        | 2,18%                                                                        |                                                                              |
| Fátima Santiago                                                              | 11789                                                                        | PP                                                                           | 7.459                                                                        | 2,06%                                                                        |                                                                              |
| Silvânio Barbosa                                                             | 15321                                                                        | PMDB                                                                         | 7.160                                                                        | 2,50%                                                                        |                                                                              |
| Silvio Camelo                                                                | 43123                                                                        | PV                                                                           | 6.951                                                                        | 1,52%                                                                        |                                                                              |
| Silvânia Barbosa                                                             | 10000                                                                        | PRB                                                                          | 6.870                                                                        | 1,12%                                                                        |                                                                              |
| Francisco Sales                                                              | 54123                                                                        | PPL                                                                          | 6.857                                                                        | 1,12%                                                                        |                                                                              |
| Antonio Holanda                                                              | 15000                                                                        | PMDB                                                                         | 6.728                                                                        | 1,44%                                                                        |                                                                              |
| Galba Novais                                                                 | 15123                                                                        | PMDB                                                                         | 6.648                                                                        | 2,16%                                                                        |                                                                              |
| Samyr Malta                                                                  | 27777                                                                        | PSDC                                                                         | 4.690                                                                        | 0,79%                                                                        |                                                                              |
| Siderlane Mendonça                                                           | 51321                                                                        | PEN                                                                          | 4.119                                                                        | 0,77%                                                                        |                                                                              |
| Luciano Marinho                                                              | 19333                                                                        | PTN                                                                          | 3.663                                                                        | 1,81%                                                                        |                                                                              |

| Abstenções      | Abstenções      | 42.606  | 8,50%  |
| Votos válidos   | Votos válidos   | 413.291 | 90,14% |
| Votos nulos     | Votos nulos     | 18.369  | 4,01%  |
| Votos em branco | Votos em branco | 26.815  | 5,85%  |
| Total           | Total           | 458.475 | 100%   |
| --------------- | --------------- | ------- | ------ |